# Широковский сельский совет (Крым)
 Широковский сельский совет (укр. Широківська сільська рада, крымскотат. Borançı Qıtay köy şurası) — административно-территориальная единица в Симферопольском районе АР Крым Украины (фактически до 2014 года), ранее до 1991 года — в  составе Крымской области УССР в СССР, до 1954 года — в составе Крымской области РСФСР в СССР, до 1945 года — в составе Крымской АССР РСФСР в СССР.
Сельсовет образован 29 июня 1979 года.
Население совета по переписи 2001 года — свыше 2 тысяч человек.
К 2014 году сельсовет состоял из 4 сёл:
- Широкое
- Дивное
- Куприно
- Пролётное

С 2014 года на месте сельсовета находится Широковское сельское поселение.